# Ladislas Kijno

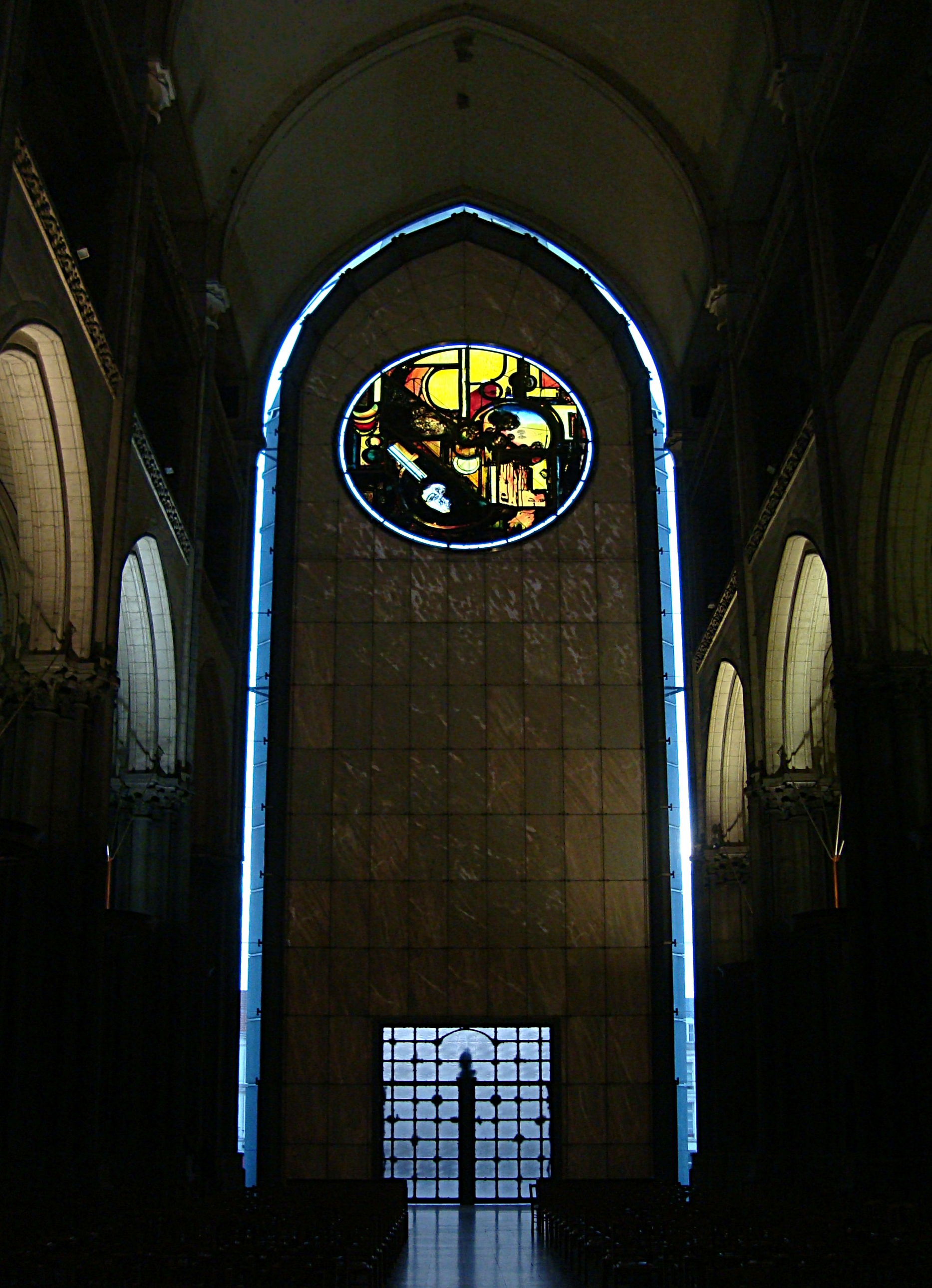
El pórtico de Notre-Dame de la Treille en Lille. La cubierta en forma de cúpula tiene una vidriera circular diseñado por Ladislao Kijno en 2008

Ladislas Kijno (27 de junio de 1921 - 27 de noviembre de 2012) fue un pintor francés. Nacido en Varsovia, se trasladó con su familia a Francia en 1925 y se estableció en la comunidad de Noeux-les-Mines en el Pas-de-Calais. Antes de convertirse en un pintor estudió filosofía con Jean Grenier.
En 1991, la revista francesa L'Amateur d'Art fue dedicada a él, con una entrevista con Jean-Pierre Thiollet, con un título : «Ladislas Kijno : "Je suis un moine de l'Art "(Soy un monje del arte!).